# Ponti (Italia)
Ponti (Púit in piemontese) è un comune italiano di 493 abitanti del Monferrato alessandrino, che sorge sulle rive del fiume Bormida, situato nella Provincia di Alessandria, in Piemonte.

## Storia
Le origini del comune di Ponti sono da ricercare nell'epoca preromana: fonti storiche datano la sua fondazione in contemporanea con la vicina Acqui Terme (Aquae Statiellae).

Durante la dominazione romana al borgo venne dato il nome di Pontum, dai ponti che i romani costruirono sul fiume Bormida durante la costruzione della via Emilia Scauri. Ancora oggi a memoria di questa importante via di comunicazione romana si può osservare una colonna Antonina (un cartello stradale di epoca romana) nel porticato del palazzo civico del comune.
In tempi ancora più remoti l'area che oggi è Ponti fu abitata dai liguri Stazielli che sono i fondatori dell'attuale Acqui Terme.

### Simboli
Lo stemma comunale riprende i simboli della famiglia Del Carretto ed è stato concesso con regio decreto del 25 giugno 1931.
Il gonfalone è un drappo di rosso, concesso con RD del 19 ottobre 1933.

## Società

### Evoluzione demografica
Negli ultimi cento anni, a partire dal 1921, la popolazione residente è diminuita del 75 %.
Abitanti censiti

## Cultura

### Eventi

#### La sagra del polentone
La sagra del polentone è la più importante festa del paese e si svolge tutti gli anni la penultima domenica di carnevale.
Il fondatore del polentone risale alla seconda metà del XVI secolo, il Marchese Cristoforo del Carretto noto per la sua cortesia e carità. Per questi motivi un gruppo di calderai provenienti da Dipignano, paese nel Cosentino, nell'anno 1571 giunsero a Ponti, ed al cospetto del Marchese gli chiesero asilo e dei viveri. In cambio offrirono al nobile la loro maestria ed abilità nella preparazione di vettovaglie.
Fu così che il Marchese diede loro un enorme paiolo promettendo loro di riempirlo di farina qualora fossero riusciti a ripararlo.
Riusciti nell'impresa il nobile Cristoforo del Carretto mantenne la parola consegnando loro una ingente quantità di farina da polenta.
I polentari pontesi di oggi fanno parte dei Maestri Polentari d'Italia.
La tradizione della polenta è inoltre il motivo del gemellaggio pontese con Dipignano.

## Amministrazione
Di seguito è presentata una tabella relativa alle amministrazioni che si sono succedute in questo comune.
| Periodo        | Periodo        | Primo cittadino             | Partito                         | Carica  | Note  |
| -------------- | -------------- | --------------------------- | ------------------------------- | ------- | ----- |
| 14 giugno 1988 | 7 giugno 1993  | Pietro Malfatto             | -                               | Sindaco | [ 6 ] |
| 7 giugno 1993  | 28 aprile 1997 | Giuseppe Adorno             | Democrazia Cristiana            | Sindaco | [ 6 ] |
| 28 aprile 1997 | 14 maggio 2001 | Giuseppe Adorno             | lista civica                    | Sindaco | [ 6 ] |
| 14 maggio 2001 | 30 maggio 2006 | Giovanni Alossa             | lista civica                    | Sindaco | [ 6 ] |
| 30 maggio 2006 | 16 maggio 2011 | Giovanni Alossa             | lista civica                    | Sindaco | [ 6 ] |
| 16 maggio 2011 | 6 giugno 2016  | Claudio Paroldi             | lista civica: noi per Ponti     | Sindaco | [ 6 ] |
| 6 giugno 2016  | 3 ottobre 2021 | Piero Luigi Roso            | lista civica: noi per Ponti     | Sindaco | [ 6 ] |
| 3 ottobre 2021 | in carica      | Antonella Giuseppina Poggio | lista civica: insieme per Ponti | Sindaco | [ 6 ] |

## Sport

### Calcio

#### Il Ponti Calcio ASD
L'associazione sportiva dilettantistica del Ponti Calcio nacque nel luglio 2007 da un gruppo di giovani pontesi.
Il campo della squadra si trova in via Campo Sportivo a Ponti. La squadra gioca attualmente nel campionato FIGC di seconda categoria.
I colori della squadra sono il rosso e l'oro.